# أندريه سكوتي
أندريه سكوتي هو لاعب كرة قدم برازيلي في مركز الهجوم، ولد في 31 يناير 1982 في كريسيوما في البرازيل. لعب مع بي إي سي زفوله ونادي صباح ونادي كريسيوما.